# Yuncler
Yuncler là một đô thị trong tỉnh Toledo, Castile-La Mancha, Tây Ban Nha.
Đô thị tọa lạc tại km 46,6 A-42 (Madrid-Toledo), ở khu vực giữa Carr.
Nó nằm 534 mét so với mực nước biển, có diện tích 17,52 kilômét vuông, và là 42 km từ Madrid và 25 km từ Toledo. Giáp phía nam Villaluenga de la Sagra; ở phía bắc, yuncos và Cedillo County; về phía đông bắc, với Numancia; phía đông, với Pantoja và phía tây, với Cedillo.
Dân số của đô thị là 3648 người. Nền kinh tế chủ yếu là nông nghiệp, và trong quá khứ đã tham gia vào các công ty gốm.